# Сляпата Вайша
„Сляпата Вайша“ (на английски: Blind Vaysha; на френски: Vaysha, l'aveugle) е късометражен анимационен филм на аниматора Теодор Ушев по едноименния разказ на Георги Господинов от сборника му „И други истории“ („Жанет 45“). Историята разказва за едно момиче, което с лявото си око вижда миналото, а с дясното – бъдещето, и така се оказва неспособна да живее в настоящето.
Филмът е продуциран от Марк Бертран за Националния филмов борд на Канада с участието на ARTE France. Френската и английската версия на филма са озвучени от канадската актриса Каролин Давернас. Българската версия е озвучена от Теодора Духовникова. Музиката към филма е на Никола Груев-Котарашки, което за него и Ушев е четвърто подред съвместно сътрудничество.
Премиерата на филма е на 20 февруари 2016 г. по време на филмовия фестивал Берлинале. В България е прожектиран за първи път на 13 март 2016 г. по време на София Филм Фест в Дом на киното.
През 2017 година осемминутният филм е номиниран за награда „Оскар“ в категорията за късометражен анимационен филм заедно с още 4 номинации, но не получава наградата. Оскарът за 2017 е присъден на филма „Свирчо“ (Piper).